# Франклин (окръг, Мейн)
Вижте пояснителната страница за други населени места с името Франклин.
Окръг Франклин (на английски: Franklin County) е окръг в щата Мейн, Съединени американски щати. Площта му е 4517 km², а населението – 30 001 души (2016). Административен център е град Фармингтън.